# Бобек (фонд)
«Бобек» — общественный фонд Сары Назарбаевой, основан С.Назарбаевой как благотворительный детский фонд (1992). С 1996 года детский общественный фонд «Бобек». В феврале 1999 года реорганизован в «Бобек» — общественный фонд Сары Алпыскызы». Основные направления деятельности; защита матери и ребёнка, попечительство (шефство) над детскими домами и домами ребёнка, переоснащение школ современным оборудованием, поддержка одаренных детей малообеспеченных семей, оказание помощи в охране здоровья детей. В 1992 году фонд впервые в Казахстане провел международный телемарафон «Дом Радости и Надежды» («Қуаныш пен үміт үйі»), средства от которого были направлены на строительство детского лечебно-оздоровительного центра «Бобек» (Алматы). С 1994 года «Бобек» — член Департамента общественной информации ООН. В 1995 году организовано благотворительное мероприятие под девизом «Казахстанский бизнес — больным детям!». Собранные средства направлены на приобретение оборудования и ремонт Республиканского института туберкулеза, детского отделения Института онкологии и детского лечебно-оздоровительного центра. Фонд способствует осуществлению широкомасштабной программы «Аспера» по оказанию содействия матерям и детям Аральского региона. Совместно с ЮНИСЕФ проведен первый международный круглый стол на тему «Положение детей в неспокойном мире» при участии общественных деятелей, членов парламента и правительства государств Центральной Азии. Президент фонда С. Назарбаева награждена международной премией «Юнити» («Единство», 1996).